# Sisyra vicaria
Sisyra vicaria is een insect uit de familie sponsvliegen (Sisyridae), die tot de orde netvleugeligen (Neuroptera) behoort. 
Sisyra vicaria is voor het eerst wetenschappelijk beschreven door Walker in 1853.